# Кастра Мартис
Кастра Мартис (на латински: Castra Martis, в превод Марсови крепости) е късноримска крепост, чиито останки се намират в днешния град Кула в Северозападна България.

## История
През 1870-те години австро-унгарският учен и пътешественик Феликс Каниц идентифицира намиращите се в центъра на град Кула внушителни останки от укрепление като Кастра Мартис.
Крепостта е разположена на стръмния южен склон над дефилето на река Войнишка, в центъра на сегашния град Кула. При археологически проучвания се установява, че на същия склон преди построяването на крепостта е съществувало малко трако-римско селище, съществувало от 1-вото хилядолетие преди новата ера.
Крепостта е част от възстановения Дунавски лимес на Римската империя след загубата на Дакия в края на ІІІ век. Построена е вероятно от император Диоклециан на границата между ІІІ и ІV век. Тя защитава пътя от Бонония до Сингидунум през Връшка чука – най-северозападния проход на Стара планина.
През 343 г. епископ на епархията Кастра Мартис участва в ключовия Сердикийски събор.
Спомената е през 377 година, когато през нея с отрядите си преминава император Грациан на път за Тракия. През 408 г. Кастра Мартис е превзета за кратко от хунския вожд Улдис. През V век Прокопий Кесарийски споменава Кастра Мартис сред основно възстановените крепости от император Юстиниан I (527 – 565). Крепостта е унищожена при аварските нашествия в империята от 586 – 587 година.
През ХІІІ – ХІV век укреплението е частично възстановено и използвано за отбраната на Видинското царство.

## Архитектура
Крепостта се състои от 2 части – малко квадратно укрепление квадрибургий и по-голям кастел, разположен южно от него.
Първоначално е построен квадрибургият, датиран към края на ІІІ – началото на ІV век, тъй като император Диоклециан усилено строи квадрибургии в граничните райони на империята. Квадрибургият е с размери 40 на 40 m с големи кули в ъглите с диаметър 12,5 m. Той е много добре запазен и цялостно разкрит. Стените му са от каменни и триредови тухлени пояси с дебелина 2,2 m и запазена средна височина 2 m над подовете. Югоизточната кула му се издига на 16,3 m и именно тя дава името на съвременния град. Укреплението е достъпно само от юг, където има порта с двукрила врата. Вероятно в края на ІV век портата е подсилена с по-тясна стена на 3,3 m от първата, оформяща караулни помещения и надвратна кула.
На юг от квадрибургия е разположен военният лагер, който към втората четвърт на ІV век при Константин Велики (306 – 337) е укрепен с крепостни стени дебели 4,3 m. Кастелът има форма на неправилен четириъгълник със 7 многоъгълни кули на площ от 15,5 декара.
Северозападно от крепостта са открити основи на римска баня, което показва, че извън крепостта е живяло цивилно население.